# Pierre Le Pesant de Boisguilbert
Pierre Le Pesant de Boisguilbert, né le 17 février 1646 à Rouen, où il est mort le 10 octobre 1714, est un écrivain et économiste français qui, après Montchrestien, a produit des textes fondateurs de l’économie politique moderne.

## Biographie
Fils de Nicolas Le Pesant de Boisguilbert, lequel était un cousin au deuxième degré du dramaturge Pierre Corneille, Pierre Le Pesant de Boisguilbert entreprend ses études chez les jésuites de Rouen et les termine chez les jansénistes de Port-Royal:6 avant d’étudier le droit à Paris. En 1676, il acquiert la charge de juge de la vicomté de Montivilliers. En 1690, il devient lieutenant-général civil au bailliage et siège présidial de Rouen, avant d’en obtenir la charge de lieutenant de police, neuf ans plus tard.
Comme son prédécesseur Antoine de Montchrestien, Boisguilbert s’essaie d’abord à la littérature dont il a acquis le goût à Port-Royal, entre 1674 et 1685, avec des traductions du grec en français et une traduction de l’histoire romaine d’Hérodien:7. Il écrit, principalement contre le P. Caussin et Buchanan, Marie Stuart, reyne d’Escosse, qui sera traduit en anglais:8.
Se tournant, à partir de 1676, vers l’économie politique:11, il a essayé avec acharnement de faire appliquer ses idées, publiant au besoin ses ouvrages anonymement, ce qui lui a quelquefois valu d’être rejeté comme fou ou de connaître des exils temporaires. En 1691, il dénonce, alors que la France était pratiquement ruinée par les guerres dispendieuses de Louis XIV, la capitation proposée par l’intendant du Languedoc Basville:15 et suiv. et réclame la justice distributive. En théorie, cet impôt juste, dans la mesure où il pesait sur tous et offrait l’avantage « de passer droit, sans frais, des mains des peuples en celles du monarque » était viciée par la division des habitants du royaume en vingt-deux classes, ayant chacune leur tarif, de 2 000 livres pour la première jusqu’à 20 sous pour la dernière, sur la base de la qualité ou de l’emploi, et non de la richesse, que Boisguilbert dénonce comme « aussi absurde que serait une loi qui ordonnerait que l’on payerait le drap chez un marchand, et la dépense au cabaret, non à proportion de ce qu’on aurait pris chez l’un et chez l’autre, mais suivant la qualité et la dignité du sujet qui se serait pourvu de ses besoins. » Comme on avait, de plus, laissé les classes riches s’exempter en tout ou en partie, les trois quarts de cette capitation pesaient sur le peuple:21-22.
Les deux charges qu’il a occupées, de même que la supervision de la culture de ses terres et ses relations avec les principaux marchands de Rouen, avaient mis Boisguilbert à même d’étudier de près les conditions économiques locales. Il put se rendre compte en personne de la misère des gens écrasés sous le poids de la fiscalité. Dans son ouvrage principal datant de 1695, Le Détail de la France, la cause de la diminution de ses biens et la facilité du remède en fournissant en un mois tout l’argent dont le Roi a besoin et enrichissant tout le monde, il décrit la ruine générale des Français de toutes les classes, provoquées par le mauvais régime économique. Critiquant le mercantilisme colbertien pour avoir négligé l’agriculture, il soutient que la richesse d’un pays réside non dans l’importance de sa masse monétaire, mais dans sa production et ses échanges. Après avoir tenté de plaider sa cause devant le tribunal de l’opinion publique, en publiant, en 1705 ou 1706, un résumé plus concis de ses idées dans son Factum de la France:25, il l’a résumé à nouveau dans un très court opuscule intitulé Causes de la rareté de l'argent et éclaircissement des mauvais raisonnements du public à cet égard, qui fait de lui un précurseur de l’économie sociale en réalisant la première schématisation en France d’un circuit économique en tant que tel. Un des premiers en France, il a essayé, en expliquant la circulation de l’argent dans la société d’Ancien Régime, analyse qui sera reprise et approfondie par Richard Cantillon, de renverser l’idole adorée par le peuple et les hommes d'État, et de réduire les métaux précieux à leur rôle subalterne, pour révéler aux contribuables, aveuglés par des préjugés séculaires, des haines nationales ou des calculs égoïstes, la vraie nature de la richesse et ses conditions, soit économiques, soit politiques:54.
Son ouvrage, rédigé dans un style diffus et peu élégant, passa, de fait, presque inaperçu. Saint-Simon a rapporté qu’ayant sollicité une audience au chancelier de Pontchartrain, « Il vint exprès le trouver, et, comme son esprit vif avait du singulier, il lui demanda de l’écouter avec patience, et tout de suite lui dit que d’abord il le prendrait pour un fou, qu’ensuite il verrait qu’il méritait attention, et qu’à la fin il demeurerait content de son système. Pontchartrain, rebuté de tant de donneurs d’avis qui lui avaient passé par les mains, et qui était tout salpêtre, se mit à rire, lui répondit brusquement qu’il s’en tenait au premier et lui tourna le dos. » Michel de Chamillart, qu’il avait connu comme intendant de Rouen en 1689-1690, mit au point un plan pour expérimenter les idées de Boisguilbert dans une élection près de Chartres dans l’élection d’Orléans:51, mais l’expérience fut abandonnée avant même d’avoir débuté lorsqu’on se rendit compte que cette tentative provoquerait l’effondrement du système fiscal existant:52.
Vauban, en rapport avec Boisguilbert dès 1694, fut un des premiers lecteurs du Détail de la France, paru en 1695, et il eut une entrevue avec lui en 1696. À la publication par Vauban, en 1707, de la Dîme royale, ouvrage qui avait beaucoup en commun avec le plan de Boisguilbert, ce dernier publia un Supplément au détail de la France. Il ne parait pas toutefois qu'une parfaite entente ait duré bien longtemps entre ces deux penseurs car une lettre de Boisguilbert, du 13 juin 1700, déclare le projet de Vauban impraticable tandis que Vauban, de son côté, le critique, dans une lettre adressée le 26 août 1704, à Chamillart, dans une lettre fort curieuse et fort expressive:59. Leurs ouvrages n’en furent pas moins tous deux condamnés. Le Factum de la France avait été proscrit par un arrêt du conseil privé du roi, en date du 14 mars 1707, un mois après la première condamnation du livre de Vauban, cinq jours avant la seconde. Boisguilbert fut, en outre, exilé deux mois en Auvergne:86. La Vrillière qui, ayant la Normandie dans son département, avait expédié la lettre de cachet, l’en avait fait avertir et l’avait suspendue quelques jours comme il put. Il avait obtenu que Boisguilbert se rende en Auvergne, comme pour obéir à un ordre qui ne pouvait plus être repris, sûr que, dès que son arrivée au lieu prescrit serait connue, il serait rappelé. Certain que le roi était content, La Vrillière, lorsqu’il fut averti de son arrivée, voulut en prendre l'ordre pour son retour, mais la réponse fut que « Chamillart ne l’était pas encore:87. » 
Saint-Simon s’employa fort activement en faveur de l’exilé qui dut, de plus, essuyer une dure réprimande, à son retour et, pour le mortifier en tous points, fut renvoyé à Rouen suspendu de ses fonctions:89. « Il en fut amplement dédommagé par la foule du peuple et les acclamations avec lesquelles il fut reçu. » Le désastre rencontré par le nouvel impôt du « dixième » institué en 1710 par le contrôleur général Nicolas Desmarets, qui n’était pas sans analogie avec le projet de Boisguilbert, à cela près que le « dixième » conçu par Boisguilbert était destiné à remplacer tous les autres impôts alors que celui de Desmarets ne faisait que se surajouter à eux, a sûrement contribué à déconsidérer un peu plus les propositions de Boisguilbert, qui fut malgré tout beaucoup utilisé – mais peu cité – par les physiocrates, puis par Adam Smith.
Il propose, comme solution aux calamités de son époque, moins la réduction que l’égalisation de la participation à l’impôt comme devant permettre aux pauvres de consommer plus, d’augmenter la production et d’ajouter à la richesse générale. Il demande la réforme de la taille, la suppression des droits de douane intérieure et la liberté du commerce.
Dans Le Factum de la France ou moyen très facile de faire recevoir au roi quatre-vingt millions par-dessus la capitation, praticables par deux heures de travail de Messieurs les Ministres et un mois d’exécution de la part des peuples de 1705, il propose de remplacer tous les droits de douane par une simple capitation d’un dixième du revenu sur toutes les propriétés, à laquelle s’opposèrent les fermiers généraux et qui trouva peu d’appui. Outre la réforme de la taille, il réclamait également la suppression des droits de douane internes et une plus grande liberté de commerce, en particulier des grains.
Aujourd’hui, les œuvres de ce précurseur de l’économie politique moderne sont évaluées à leur plus juste valeur et font l’objet de traductions et d’études, y compris en chinois. Pour donner plus d’autorité à ses paroles, il donna, en 1707, une deuxième édition de son œuvre sous le titre de Testament politique de M. de Vauban, maréchal de France, et premier ingénieur du roi, dans lequel ce seigneur donne les moyens d’augmenter considérablement les revenus de la couronne, par l’établissement d’une dîme royale ; et suppression des impôts, sans appréhension d’aucune révolution dans l’État,:89-90. Il avait épousé, le 26 septembre 1677, la fille de l’ancien gouverneur général en la Cour des aides de Normandie, Suzanne Le Paige de Pinterville, dont il eut deux filles et trois fils:11-12.

## Publications
- Marie Stuart, reyne d'Escosse, Nouvelle historique, Paris, Claude Barbin, 1675, trois parties.
- La France ruinee sous le regne de Louis XIV par qui & comment : avec les moyens de la retablir en peu de tems, Cologne, Pierre Marteau, 1696.
- Moiens d'augmenter considerablement les revenus de la couronne, par l’établissement d’une dixme royale; & suppression des impots, sans apprehension d’aucune revolution dans l’Etat, Cologne [Rouen], Pierre Marteau, 1696-1707.
- Memoires pour servir au retablissement general des affaires en France, ou, par occasion, on fait voir les causes de la decadence, Villefranche, Pierre & Jean, 1697.
- Traité de la nature, culture, commerce et intérêt des grains, 1707 ; réédition Institut Coppet, 2014.
- Causes de la rareté de l'argent, 1707.
- Le Détail de la France, la cause de la diminution de ses biens et la facilité du remède en fournissant en un mois tout l’argent dont le Roi a besoin et enrichissant tout le monde, 1695 lire en ligne sur Gallica ; réédition Institut Coppet, 2014.
- Traité de la nature, culture, commerce et intérêt des grains : tant par rapport au public, qu’a toutes les conditions d’un état, [S.l.n.n.], 1841.réédition Institut Coppet, 2014.
- Dissertation sur la nature des richesses, de l'argent et des tributs : ou l’on decouvre la fausse idée qui règne dans le monde à l'égard de ces trois articles, [S.l.n.n.], 1841.
- Détail de la France ; Factum de la France ; Opuscules divers, [S.l.n.n.], 1843 lire en ligne sur Gallica
- Extrait des eloges des hommes à célébrer, Stockholm, H. Fougt, 1774.
- Traductions françaises de Dion Cassius (1674) et d’Hérodien (1675).